# باشگاه فوتبال باکینگهام اتلتیک
باشگاه فوتبال باکینگهام اتلتیک (به انگلیسی: Buckingham Athletic Football Club) یک باشگاه فوتبال در شهر باکینگهام، کشور انگلستان است که در سال ۱۹۳۳ میلادی تأسیس شده‌است.